# Philodromus aureolus
Philodromus aureolus este o specie de păianjeni din genul Philodromus, familia Philodromidae. A fost descrisă pentru prima dată de Clerck, 1757. Conform Catalogue of Life specia Philodromus aureolus nu are subspecii cunoscute.